# Assol Slivets
Assol Slivets (en bielorruso: Ассоль Сливец; Minsk, 22 de junio de 1982) es una deportista bielorrusa que compitió en esquí acrobático, especialista en la prueba de salto aéreo.
Ganó una medalla de plata en el Campeonato Mundial de Esquí Acrobático de 2007. Participó en cuatro Juegos Olímpicos de Invierno, entre los años 2002 y 2014, ocupando el cuarto lugar en Vancouver 2010 y el quinto en Turín 2006.

## Medallero internacional
| Campeonato Mundial | Campeonato Mundial            | Campeonato Mundial | Campeonato Mundial |
| Año                | Lugar                         | Medalla            | Competición        |
| ------------------ | ----------------------------- | ------------------ | ------------------ |
| 2007               | Madonna di Campiglio (Italia) | Medalla de plata   | Salto aéreo        |